# 倫皮山
4°50′N 9°07′E / 4.833°N 9.117°E

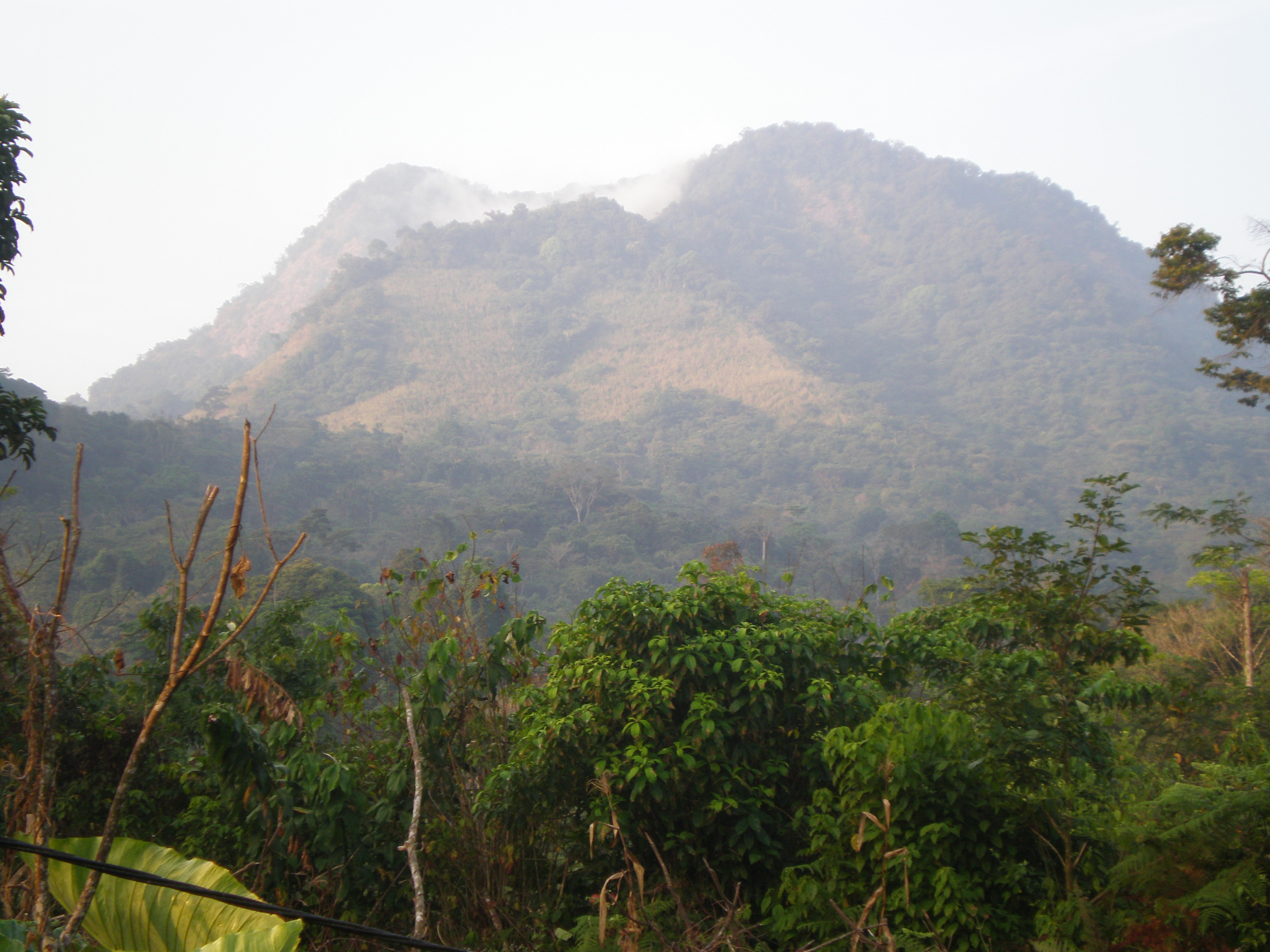

倫皮山是喀麥隆的山脈，位於該國西南部西南區，處於首都雅温得以西280公里，該山脈最高點海拔高度1,800米，每年平均降雨量2,708毫米。